# شهر دوبی
شهر دوبی (به لاتین: Dubei Township) یک شهرک در جمهوری خلق چین است که در بخش شینهوا واقع شده‌است. شهر دوبی ۸۴ متر بالاتر از سطح دریا واقع شده‌است.